# Monticello (Illinois)
Monticello è un comune degli Stati Uniti d'America, situato in Illinois, nella Contea di Piatt, della quale è il capoluogo.